# Pawieł Akselrod
Pawieł Borisowicz Akselrod (Axelrod) (ros. Павел Борисович Аксельрод, ur. 13 sierpnia?/25 sierpnia 1850 w Poczepie, zm. 1928 w Berlinie) – rosyjski rewolucjonista, działacz Socjaldemokratycznej Partii Robotniczej Rosji, gdzie był jednym z liderów frakcji mienszewików.
Studiował na Uniwersytecie w Kijowie. W początkowym okresie działalności rewolucyjnej należał do bakunistów (od nazwiska lidera Michaiła Bakunina). Od 1870 należał do partii Ziemla i Wola. Od 1883 członek marksistowskiej grupy Wyzwolenie Pracy. Od 1900 jeden z redaktorów Iskry i Zorzy. W latach 1883–1903 propagując marksizm napisał kilka prac, w których idealizował demokrację kapitalistyczną i działalność parlamentarną zachodnioeuropejskich socjaldemokratycznych partii. Od II zjazdu Socjaldemokratycznej Partii Robotniczej Rosji (SDPRR) w 1903 był jednym z przywódców i głównych ideologów mienszewików i wrogiem bolszewików. W 1905 stworzył ideę tzw. "zjazdu robotniczego". Na IV zjeździe Zjednoczeniowym RSPRR w 1906 wystąpił z ideą politycznej współpracy proletariatu i burżuazji, co zostało przez bolszewików uznane za pogląd oportunistyczny. Po rewolucji 1905 był ideowy przywódcą tzw. likwidatorów. W czasie I wojny światowej zajął stanowisko propaństwowe, odmawiając poparcia dla pomysłu przekształcenia trwającej "wojny imperialistycznej" w wojnę domową, za co został przez frakcję bolszewików okrzyknięty socjalszowinistą. W 1917 członek Komitetu Wykonawczego Piotrogradzkiej Rady Deputatów Robotniczych i Żołnierskich. Wspierał Rząd Tymczasowy.
Po rewolucji październikowej przebywał na emigracji. Jeden z liderów II Międzynarodówki, stronnik reformizmu, przeciwnik władzy sowieckiej. Nawoływał do zbrojnej interwencji w Rosji w celu obalenia władzy bolszewików.

## Bibliografia

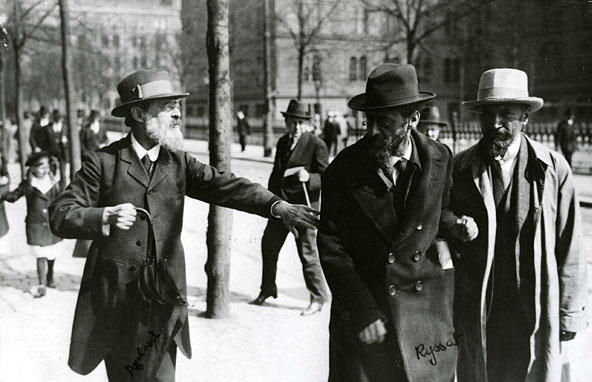
Przywódcy mienszewików: Paweł Akselrod, Julij Martow i Aleksandr Martynow w Sztokholmie w 1917 roku